# 13140 Shinchukai
13140 Shinchukai (tên chỉ định: 1994 VW2) là một tiểu hành tinh vành đai chính. Nó được phát hiện bởi Kin Endate và Kazuro Watanabe ở Đài thiên văn Kitami ở Hokkaidō, Nhật Bản, ngày 4 tháng 11 năm 1994. Nó được đặt theo tên Shinchukai, the alumni association of the high school ở Shingū, Wakayama Prefecture, Nhật Bản.